# Aaron ibn Sardjadou
Aaron ben Joseph HaCohen (hébreu : אהרן בן יוסף הכהן arabe : Khalaf ibn Sardjadou, Sardjado ou Sardjada) est un rabbin babylonien du Xe siècle, ayant officié, selon l’Iggeret de Sherira Gaon, comme Gaon (directeur académique) de Poumbedita de 943 à 960.

## Éléments biographiques
Aaron ben Joseph est né ou a vécu à Bagdad, dans une famille de riches commerçants. Il épouse la fille de Bishr ben Aaron ben Amram, l'un des financiers de la cour du calife. Aaron ben Amram ayant soutenu Mevasser ben Kimoï lors de sa dispute avec Mar Cohen Tzedek pour l'obtention du gaonat de Poumbedita, Mevasser, devenu Gaon (918 - 926), fait asseoir Aaron au premier rang lors des sessions de la Kalla (assemblée bisannuelle des étudiants d'une académie, consacrée à l'étude d'un traité talmudique et à l'élaboration de responsa), un honneur habituellement réservé aux plus hauts dignitaires de l'académie.
Aaron se manifeste bruyamment lors de la controverse opposant l'exilarque David ben Zakkaï à Saadia Gaon de Soura, prenant sans réserve parti pour le premier. Selon l'un des deux principaux chroniqueurs de cette période, le Rav Nathan HaBavli, Aaron est avant tout motivé par une jalousie sans bornes contre Saadia, savant non-babylonien parvenu aux plus hautes positions grâce à son savoir, qu'Aaron ne peut égaler, en dépit de sa propre érudition. De plus, la famille de Netira, l'autre grande famille de financiers de la cour, a soutenu l'accession de Saadia ben Joseph au gaonat de Soura et a dans le même temps désapprouvé la candidature d'Aaron.
La campagne de diffamation menée par Aaron contre Saadia est si violente et vulgaire qu'elle fait la joie des Karaïtes (adeptes d'un mouvement juif scripturaliste, adversaire du judaïsme rabbinique défendu par Saadia), l'un d'eux ayant même jugé bon de la recopier. Saadia ne manque pas de lui répondre, jouant sur son prénom arabe Khalaf pour en faire Kelev mèt (hébreu : כלב מת « chien crevé »). Le surnom de Kalb ou Caleb lui est resté, au point d'apparaître comme un véritable prénom dans la chronique de Nathan HaBavli, dans l’Histoire des Juifs d'Heinrich Graetz, et ailleurs.
Par ailleurs, Aaron use de son influence à la cour du calife, offrant 60 000 zouzim au calife Al-Qahir, alors en besoin d'argent, pour faire déposer Saadia.
Après la déposition et l'exil de Saadia, Aaron ibn Sardjadou continue à intriguer pour réaliser son ambition et accéder au gaonat de Soura. Cependant, Yosseph ben Yaacov ibn Satya, le contre-gaon désigné par David ben Zakkaï au début de la dispute, est maintenu dans ses fonctions. Lors d'une résurgence de la dispute entre Saadia et Ben Zakkaï survenue en 937, Bishr, le beau-père d'Aaron obtient la paix entre les partis, vraisemblablement contre le gré de celui-ci. Saadia est reconduit dans ses fonctions jusqu'à sa mort en 942, et Yosseph ben Yaacov lui succède une fois de plus.
Profitant des nombreux liens qu'il entretient avec l'académie de Poumbedita, ainsi que de l'inimitié de Mar Cohen Tzedek et de Hanina Gaon (le père de Sherira Gaon, qui exerce de 938 à 943) envers Saadia Gaon, il se rallie à eux et consacre probablement sa fortune à soutenir l'académie pour lui permettre de rivaliser avec celle de Soura. À la mort de Hanina Gaon (en 943), il intimide le candidat légitime à la succession, Rav Amram ben Michouï, qui avait été av beit din sous la direction de Hanina. Il s'empare du gaonat et dirige l'académie jusqu'à sa mort, en 960-961. Haï Gaon donne de nombreuses indications sur lui, notamment le fait qu'il priait souvent à domicile, et a peut-être étudié auprès de lui dans sa jeunesse.
Sous le règne d'Aaron Gaon, son av beit din, Rav Nehemia ben Kohen Tzedek, fait sécession et ouvre sa propre académie. Sherira, autre prétendant légitime à la succession, préfère cependant succéder à ce dernier comme av beit din et ne deviendra gaon qu'en 961.

## Œuvre
Aaron Gaon est l'auteur : 
- d'un commentaire sur la seconde partie du Deutéronome (de la parashat Shoftim à la conclusion du Livre[11]), dont la section sur Vèzot Haberakha est citée par Joseph ben Juda de Ceuta, le disciple de Maïmonide. Une partie du commentaire est conservée en manuscrit à St-Pétersbourg.
- d'un commentaire sur le traité Yevamot, cité par Louis Ginzberg[12].
- de responsa, quatre d'entre eux ayant été inclus dans la collection Ḥemda Genouza (n° 37-40)

Abraham ibn Ezra cite quelques-unes de ses opinions philosophiques, et Maïmonide le compte parmi les « hommes érudits » qui ont lutté contre la doctrine de l'éternité de la matière.